# فرانك مكينتوش
فرانك مكينتوش هو سياسي كندي، ولد في 6 أغسطس 1879، وتوفي في 4 يوليو 1951.